# Barcelona közlekedése
A Földközi-tenger partján elterülő Barcelona közlekedése rendkívül sokszínű: a városnak nemzetközi repülőtere, nemzetközi kikötője, autóbusz-, villamos- és -metróhálózata is van. A városba befutó vasútvonalak városon belüli közlekedésre is jól használhatóak. Mindezeket kiegészíti több sikló és kabinos lift is, de találunk a városban kültéri mozgólépcsőt is.

## Villamos

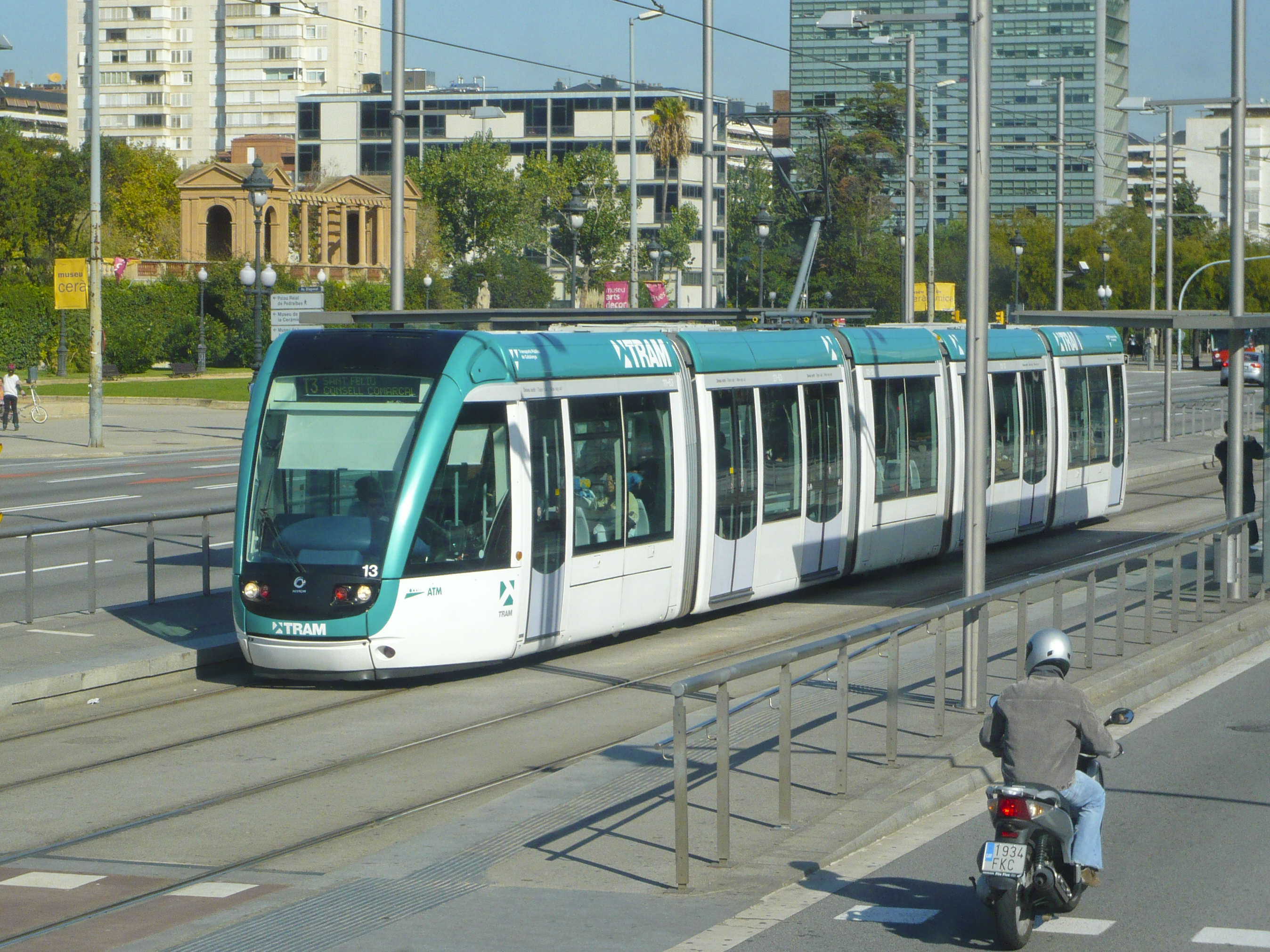
Barcelonai villamos

A város villamoshálózata jelenleg 3 különálló vonalból áll, a Trambaix és a Trambesòs modern villamosvonalak, alacsony padlós járművekkel, míg a Tramvia Blau járat elsősorban a turisták között népszerű.

## Metró

A város metróhálózata

A Barcelonai metró (katalánul) Metro de Barcelona; Spanyolország második legnagyobb városának, Barcelonának a metrórendszere. A rendszer teljes hosszúsága 144,3 km, 11 vonalán 164 állomás található (2010. szeptember). Az egyik legforgalmasabb metróhálózat a világon.

## Vasút

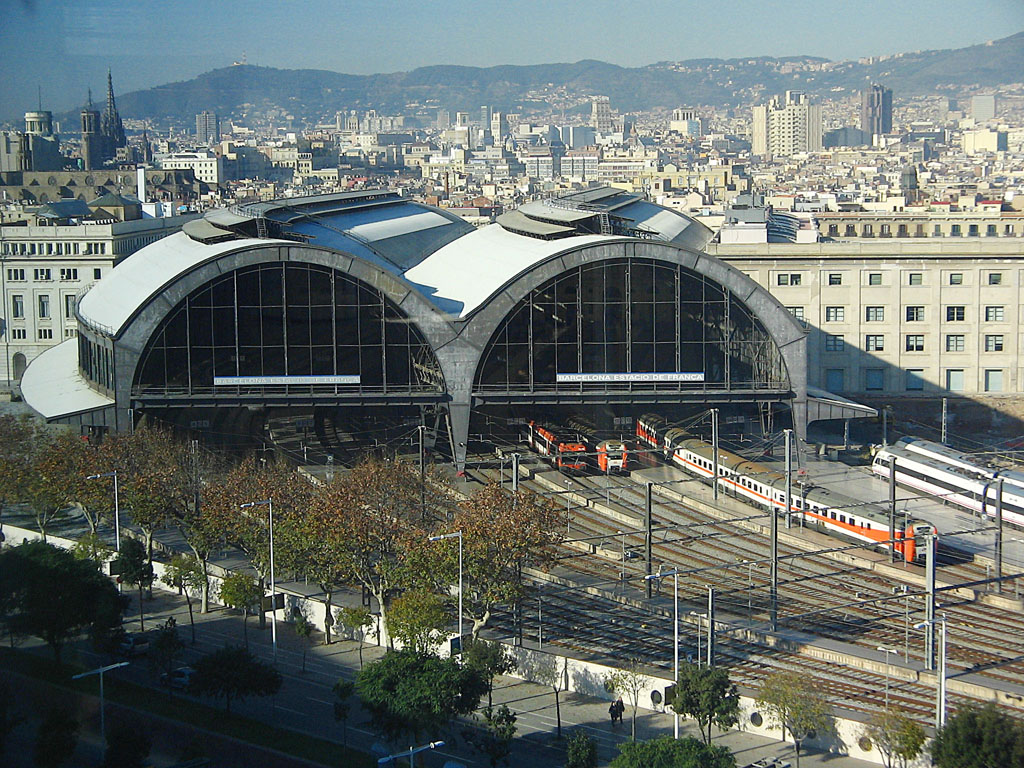
Estació de França

Spanyolország első vasútvonala Barcelona és Mataro között épült meg, így a városban komoly múltja van a vasúti közlekedésnek. A Barcelonába befutó vasútvonalak különböző nyomtávolságúak, megtalálható közöttük az 1000, 1435 és 1668 mm nyomtávolság is.
A vasútvonalak a városban többnyire a föld alatt futnak, sőt a legfontosabb vasúti csomópontok is a felszín alatt találhatóak, átszállási lehetőségekkel a metróra.

## Elővárosi vasút

A Rodalies Barcelona hálózatának térképe

## Légi közlekedés

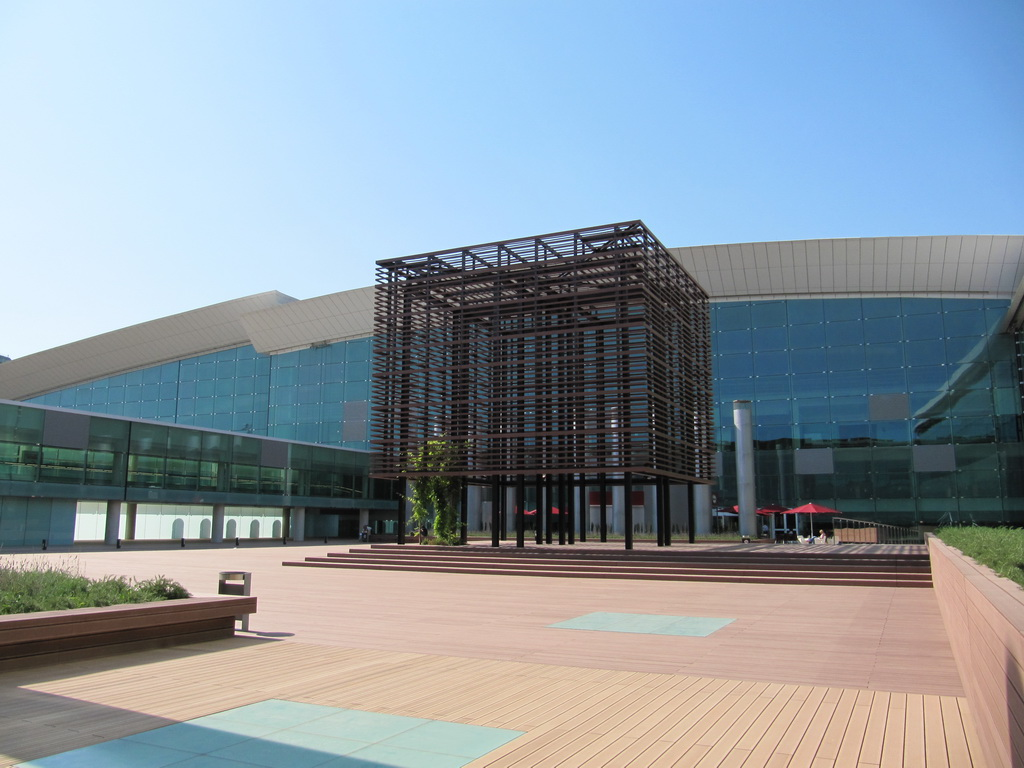
A Barcelonai repülőtér T1-es terminálja

A Barcelonai repülőtér (IATA: BCN, ICAO: LEBL)  Barcelona és a Földközi-tenger között található, nem messze a városközponttól. A repülőtér forgalma dinamikusan növekszik, 2014-ben már 37,5 millió utas fordult meg itt, mely 6,7%-os növekedést jelent az előző évhez képest.

## Kikötők

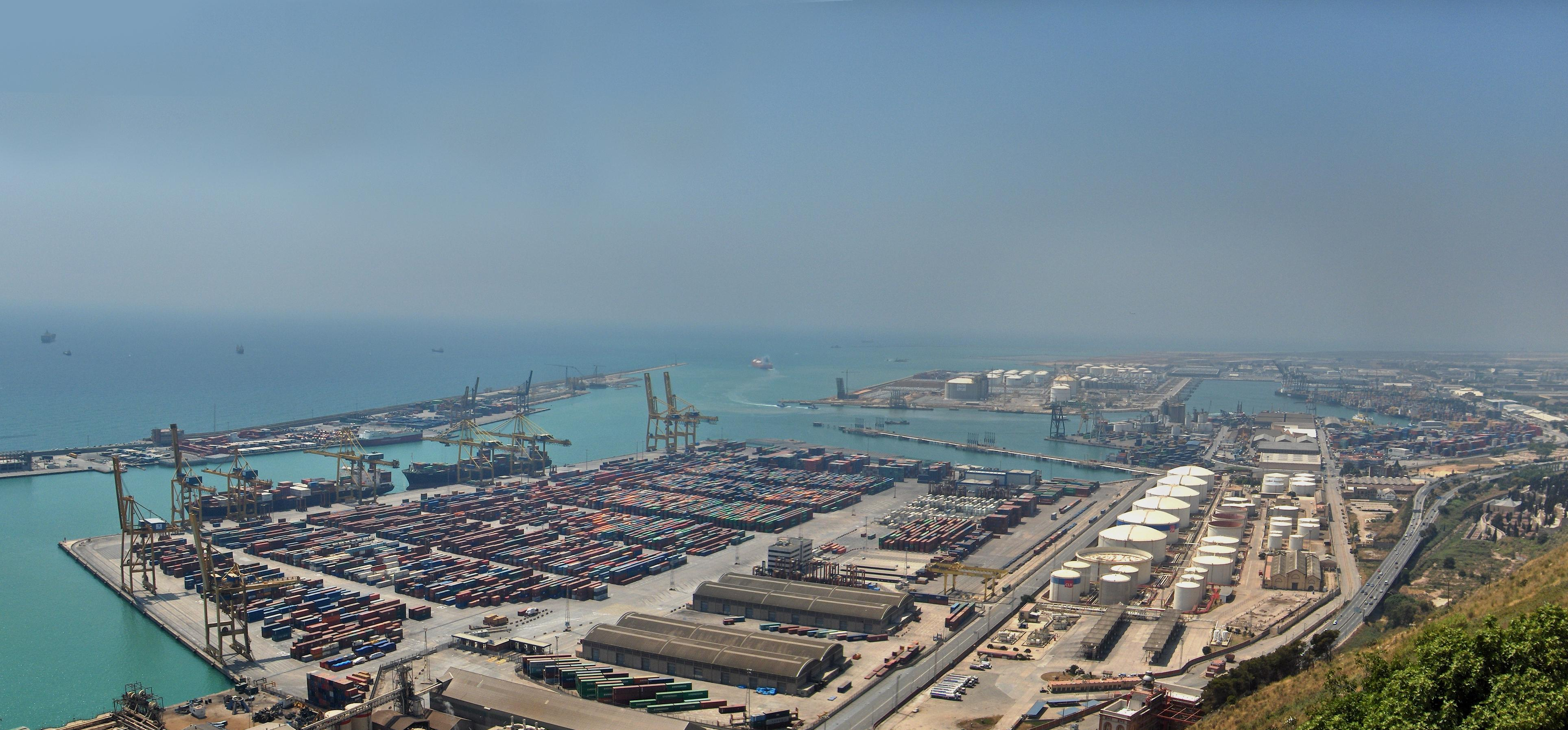
Barcelona kikötője

## Kabinos liftek

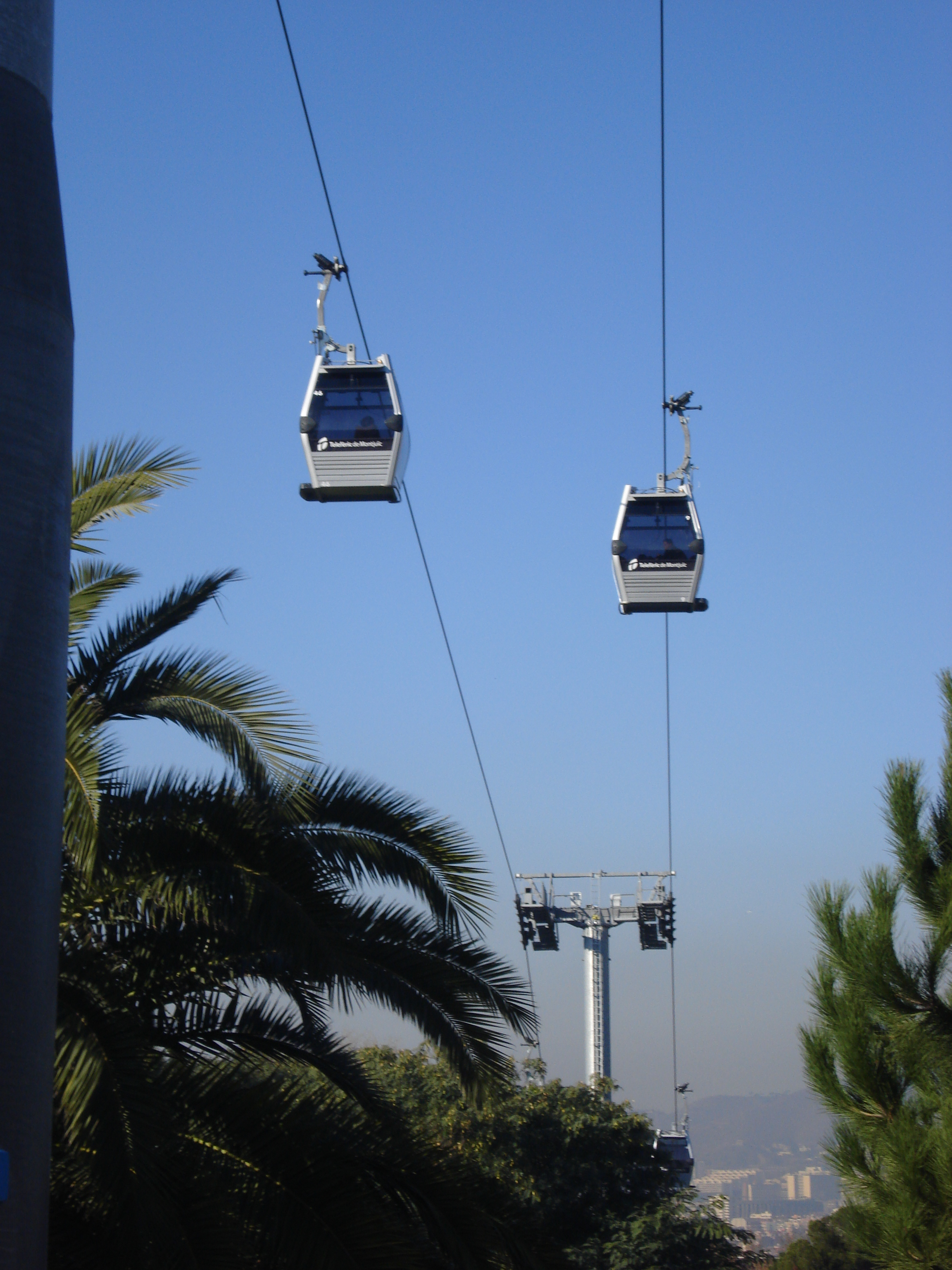
Montjuïc kábelvasút

- Montjuïc kötélvasút
- Teleférico del Puerto